# Asplenium tricholepis
Asplenium tricholepis är en svartbräkenväxtart som beskrevs av Eduard Rosenstock. Asplenium tricholepis ingår i släktet Asplenium och familjen Aspleniaceae. Inga underarter finns listade.